# (7870) 1987 UP2
A (7870) 1987 UP2 egy marsközeli kisbolygó. Poul Jensen fedezte fel 1987. október 25-én.